# Symmetromphalus
Symmetromphalus is een geslacht van weekdieren uit de klasse van de Gastropoda (slakken).

## Soorten
- Symmetromphalus hageni L. Beck, 1992
- Symmetromphalus regularis McLean, 1990